# Арктическое плато
Аркти́ческое плато́ — предгорное плато, расположенное на севере американского штата Аляска. Находится у северного подножия хребта Брукса.
Плато сложено преимущественно песчаниками, которые относятся к меловому и кайнозойскому возрасту. Ширина плато составляет 30—120 км, высота колеблется от 200 до 700 м.
На территории плато господствует суровый субарктический климат. Среди представителей флоры преобладающими являются мохово-осоковые и кустарничковые тундры. Имеются нефтяные месторождения (Умиат).